# Amtsgericht Hartenstein
Das Amtsgericht Hartenstein war ein Gericht der ordentlichen Gerichtsbarkeit und ein Amtsgericht in Sachsen mit Sitz in Hartenstein.

## Geschichte
In Hartenstein bestand bis 1879 das Gerichtsamt Hartenstein als Eingangsgericht. Im Rahmen der Reichsjustizgesetze wurden 1879 im Königreich Sachsen die Gerichtsämter aufgehoben und Amtsgerichte, darunter das Amtsgericht Hartenstein, geschaffen. Der Gerichtssprengel umfasste Hartenstein, Beutha mit Beutha an Raum, Langenbach, Lerchenberg, Neuwittendorf, Raum, Stein, Thierfeld, Wildbach und Zschocken  mit Katzenhäusern. Das Amtsgericht Hartenstein war eines von 16 Amtsgerichten im Bezirk des Landgerichtes Zwickau. Der Amtsgerichtsbezirk umfasste danach 7459 Einwohner. Das Gericht hatte damals eine Richterstelle und war das zweitkleinste Amtsgericht im Landgerichtsbezirk.
Zum 31. Dezember 1931 wurden das Amtsgericht Hartenstein aufgelöst und sein Sprengel auf die Amtsgerichtsbezirke Zwickau, Stollberg und Schneeberg verteilt.

## Gerichtsgebäude

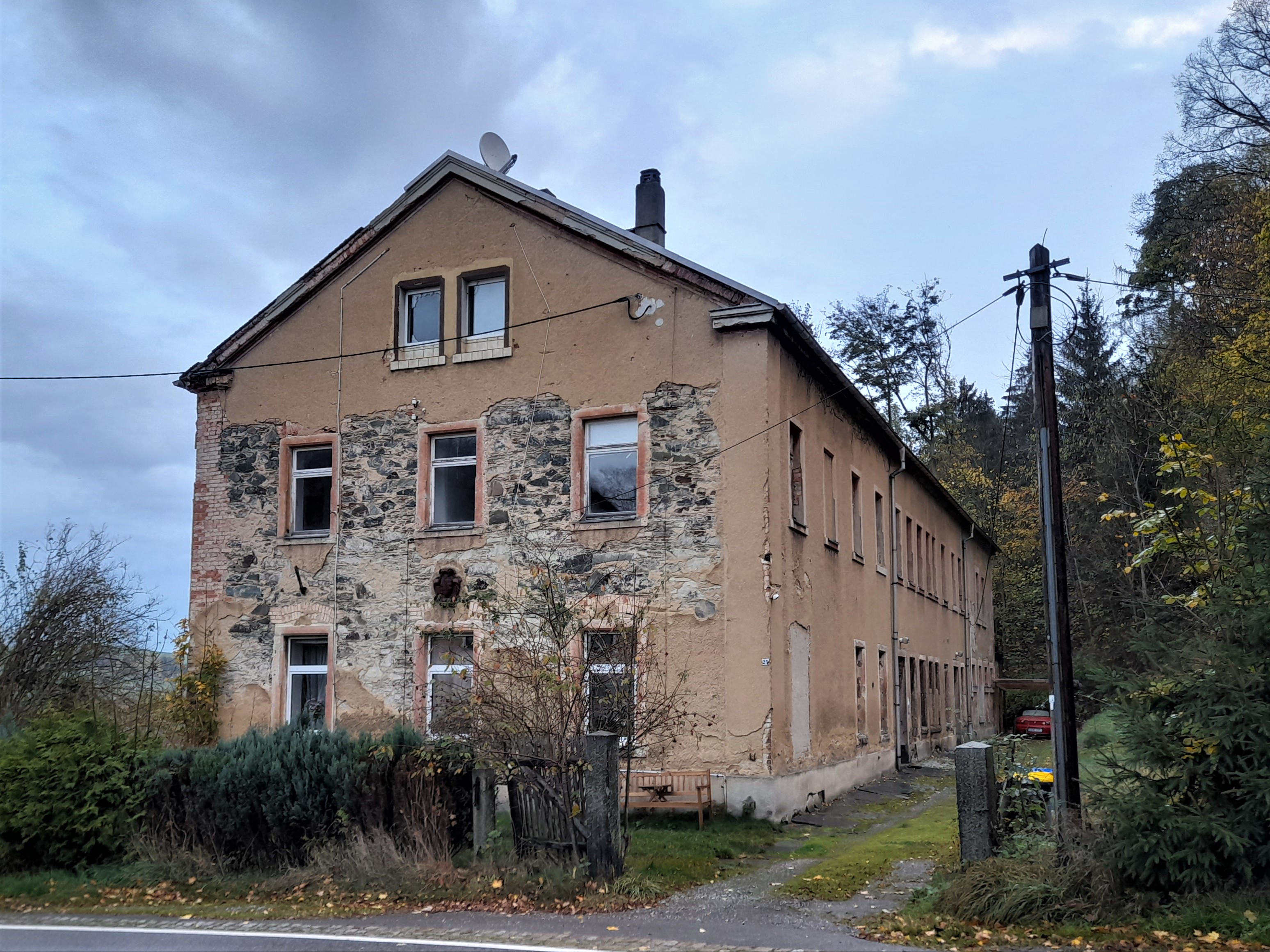
Ehemaliges Amtsgericht Hartenstein (Sachsen), 2022

Das Amtsgericht nutzte das um 1850 gebaute Gebäude des Gerichtsamtes (August-Bebel-Straße 25). Das Gerichtsgebäude steht unter Denkmalschutz.